# Tantilla yaquia
Tantilla yaquia este o specie de șerpi din genul Tantilla, familia Colubridae, descrisă de Smith în anul 1942. A fost clasificată de IUCN ca specie cu risc scăzut. Conform Catalogue of Life specia Tantilla yaquia nu are subspecii cunoscute.